# Дельо воєвода
Дельо воєвода (відомий також як Дельо Войвода, Дельо Гайдук; болг. Дельо Хайдутин) — легендарний болгарський гайдук, воєвода, що воював за свободу Болгарії проти османів у Родопських горах наприкінці XVII ст. і на початку XVIII ст.

## Життєпис
Відомо тільки місце народження Дельо — Беловидово. Він був організатором збройного загону (чети), який воював проти османів у Центральних Родопських горах. Найвідомішою його діяльністю була озброєна боротьба проти насильницької ісламізації родопських болгар. 1720 року він на чолі декількох чет, що об'єдналися, напав на село Райково задля помсти османам за вбивство 200 селян, які відмовились прийняти іслам. За легендою, Дельо воєвода був вбитий срібною кулею, тому що османи вважали «що ані куля, ані шабля його не вб'є».
Звитяги Дельо увіковічені у багатьох народних піснях, легендах й оповідках. У Златоградському краї відома пісня про нього «Вийшов Дельо Гайдук» (болг. Излел е Дельо хайдутин), яка була записана у XX столітті на золотий диск й, навіть, відправлена у космос.